# Secte Moon
La secte Moon, appelée officiellement fédération des familles pour la paix mondiale et l’unification (en anglais Family Federation for World Peace and Unification, FFWPU),, est une organisation religieuse à caractère sectaire fondée en Corée du Sud en 1954 par Sun Myung Moon.
Jusqu’en 1996, l’organisation était officiellement connue en tant qu’Église de l’unification ou encore association de l’esprit saint pour l’unification du christianisme mondial.
Depuis la mort de Sun Myung Moon en 2012, elle est dirigée par sa seconde épouse, Hak Ja Han.

## Effectifs
En 2012, l'Église de l'Unification internationale avance le chiffre de trois millions de membres répartis dans plus de 200 pays. Ce  chiffre global est considéré avec scepticisme en 2018 par la sociologue Eileen Barker. Certains médias contestent ces données, affirmant que le nombre de membres se situerait plutôt autour de 100 000 dont 50.000 - 70.000 au Japon et la moitié de ce chiffre en Corée du Sud. Selon l'encyclopédie Britannica,  « l'Église est présente dans plus de 100 pays, bien que le nombre exact de membres soit difficile à estimer ». Peu implantée en Europe, elle se répartirait majoritairement en Asie de l'Est et aux États-Unis. En France, selon les estimations de la Miviludes, elle comptait en 2012 entre 200 et 300 membres.

## Histoire

### Les origines en Corée
En 1938, Sun Myung Moon quitte son village pour suivre ses études à Séoul. En 1941, il se rend à Tokyo où il fréquente l'université Waseda. En 1943, de retour en Corée, tout en travaillant dans une entreprise de construction, il est actif au sein d'un mouvement nationaliste coréen de lutte contre l'occupation japonaise, ce qui lui vaut d'être arrêté et emprisonné pendant 4 mois par la police japonaise[réf. à confirmer].
La fin de la guerre voit l'apparition en Corée d'une grande ferveur religieuse et d'une quête intense du sacré. Des douzaines de religions nouvelles et d'églises évangéliques indépendantes se constituent pendant cette période, annonçant le retour de Jésus à cette époque en Corée. Sun Myung Moon décide alors de se consacrer à la prédication à temps complet.
En juin 1946, alors qu'il est marié et père d'un bébé d'un mois, il dit avoir reçu une révélation lui demandant de se rendre à Pyongyang, en Corée du Nord sous régime communiste, pour y parler de Dieu. Il s'y rend et gagne un petit groupe de disciples. Ses activités religieuses attirent l'hostilité des autorités communistes. Il est arrêté une première fois en 1946, puis en 1948 il est envoyé dans le camp de travail de Hung-Nam, où il passe 2 ans et demi.
En 1951, il recommence à prêcher et enseigner dans une cabane qu'il a bâtie avec de la terre et des cartons d'emballage.

#### Création de l'Église de l'Unification
En 1954, Sun Myung Moon se rend à Séoul où, le 1er mai 1954, il fonde l'Association de l'Esprit Saint pour l'unification du christianisme mondial, connue plus tard sous le nom d'Église de l'Unification. Il se présente comme un second Messie, envoyé par Dieu après Jésus-Christ. Son idéologie mêle anticommunisme, culte des ancêtres et nationalisme coréen, indissociable d'une forte rancœur contre l'ancien colonisateur japonais. Moon soutient ainsi que la Corée est le « pays élu » et son colonisateur un « État satanique ».
En 1955, l'Église achète une petite maison à Chong-Padong, pour en faire son lieu de culte principal. Cette année-là, la première édition du Principe Divin est distribuée aux membres. À la fin de l'année, l'Église de l'Unification compte trente centres dans toute la Corée du Sud.

### Expansion mondiale

#### De la Corée à l'Europe
En 1959, Young Oon Kim, spécialiste en religions comparées, convertie en 1954, part aux États-Unis afin d'y prêcher sa religion.
Vers le milieu des années soixante, plusieurs jeunes Européens qui ont rejoint l'Église de l'Unification aux États-Unis sont envoyés par Sun Myung Moon dans leurs pays d'origine pour enseigner et témoigner de leur foi en Europe. De petites communautés naissent ainsi en Allemagne, en Autriche, en Espagne.
À partir de 1965, l'aile allemande de l’Église envoie des membres dans plusieurs pays voisins. En France, le premier missionnaire Reiner Vincenz, allemand, arrive à Paris en février 1968.

#### Du Japon vers le monde
En 1958, le premier missionnaire de l'Église de l'Unification, Sang Ik Choi, quitte la Corée pour le Japon. Partageant l'anticommunisme de l'Église, le puissant homme politique Nobusuke Kishi favorise son installation dans le pays. L’Église y est officiellement reconnue comme institution religieuse en 1964. Dans les années 1960-1970, elle évangélise dans les universités du pays. Elle est à cette époque proche de Ryōichi Sasakawa. De son vivant, Moon montre un intérêt constant pour nouer des contacts avec les membres du Parti libéral-démocrate, en particulier Yasuhiro Nakasone, Nobusuke Kishi, Shintarō Abe et Takeo Fukuda.
Le Japon est alors considéré comme une source de revenus importante pour l’Église. Selon la théologie de l’Église, le Japon et la Corée sont comparés aux personnages de la Bible Ève (responsable de la culpabilité humaine après son adultère avec Lucifer) et Adam. Le Japon-Ève ayant envahi la Corée-Adam, il doit montrer du remords et servir la Corée du Sud. Des mariages collectifs entre hommes coréens et femmes japonaises sont organisés : en 2022, 7.000 Japonaises vivent en Corée après une telle union. 
Après 1978, la comparaison Ève/Adam n'est plus utilisée : la Corée est dorénavant appelée « nation père » et le Japon « nation mère ». Les Japonaises sont alors invitées à faire des dons d'argent pour compenser les crimes commis par leurs ancêtres.
Dans les années 1980, l’Église « fait du prosélytisme en dissimulant qu’elle [est] l’Église de l’unification », recrute des fidèles parmi les personnes plus âgées et développe la méthode de financement par « ventes spirituelles ».

#### Tours du monde

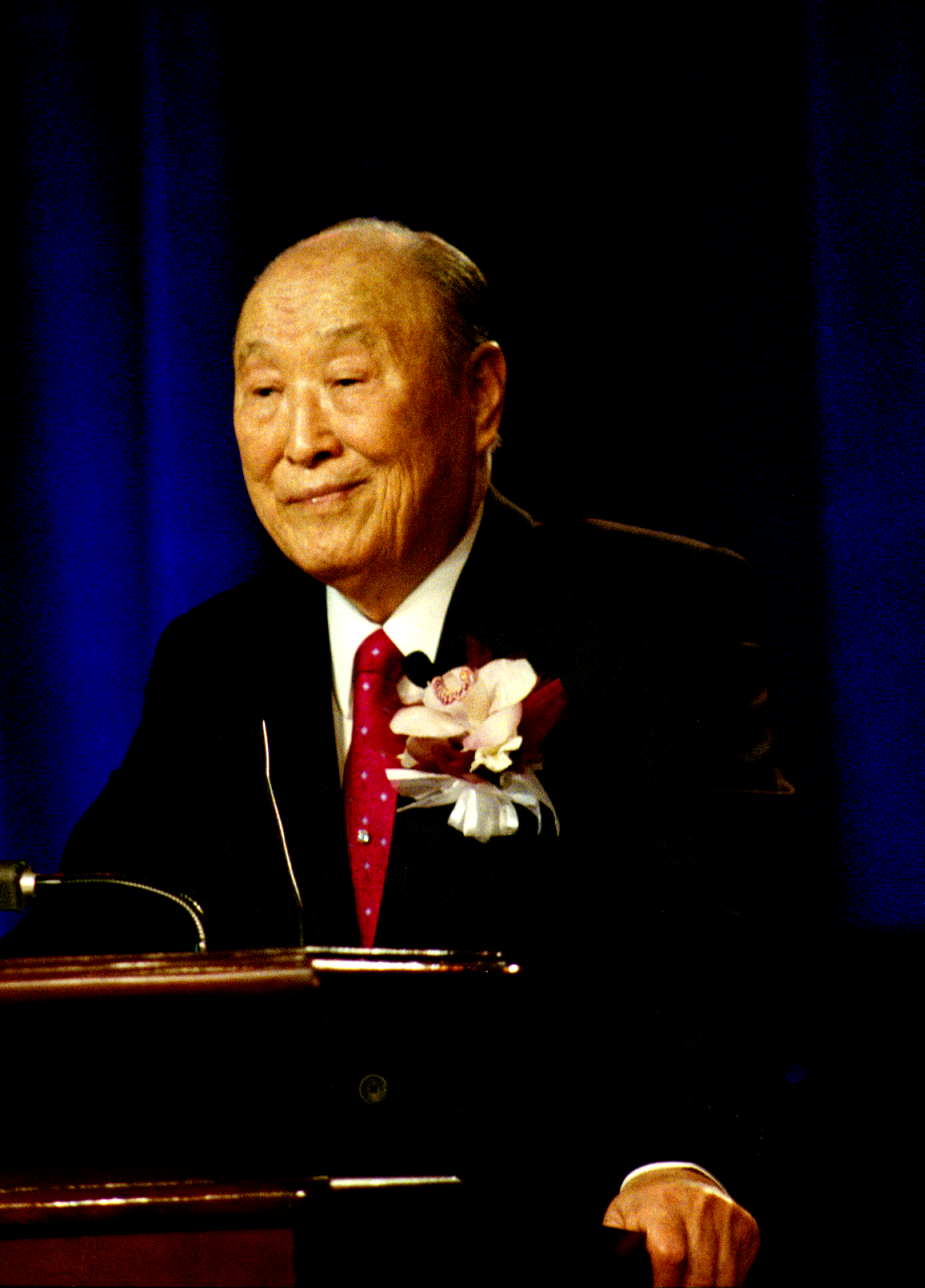
Sun Myung Moon prononçant un discours à Las Vegas en 2010.

En 1965 puis en 1969, Sun Myung Moon réalise deux tours du monde au cours desquels il célèbre plusieurs mariages collectifs. En 1971, il entame un troisième tour du monde qui dure 3 ans, à la fin duquel il s'installe aux États-Unis. En 1972, il réalise sa première tournée de discours publics à travers sept villes américaines. D'autres tournées suivent, en 1973, 1974 et 1976 qui remportent un grand succès. C'est ainsi que 300 000 personnes participent à la manifestation du 18 septembre 1976 organisée par l'Église de l'Unification au Washington Monument, à l'occasion du bicentenaire de la déclaration d'indépendance américaine, autour du thème de la responsabilité spirituelle des États-Unis pour le salut du monde[réf. à confirmer].
Parallèlement, d'autres manifestations massives ont lieu au Japon et en Corée. Notamment, en 1975, le 8 février, Sun Myung Moon et son épouse Hak Ja Han célèbrent à Séoul le mariage de 1800 couples provenant de 20 nations, et le 7 juin, toujours à Séoul, Sun Myung Moon s'adresse à un million de personnes au cours d'une manifestation contre la politique d'agression nord-coréenne[réf. à confirmer].

### Après le décès de Sun Myung Moon
Sun Myung Moon meurt le 2 septembre 2012 à l'âge de 92 ans. La direction mondiale de l'Église de l'Unification est assurée par sa veuve, Hak Ja Han.

#### Corée
La Fédération pour la paix universelle organise du 2 au 8 février 2020 en Corée du Sud à Gapyeong, à l'est de Séoul, un sommet mondial rassemblant 30 000 personnes venues du monde entier, pour célébrer le centenaire de la naissance de son fondateur, et ce, en dépit des injonctions du gouvernement coréen demandant aux autorités religieuses de ne pas tenir de grands rassemblements en raison de la pandémie de Covid-19. À cette occasion, l'organisation  procède au mariage de 6 000 couples. Plusieurs médias dans le monde relatent la participation de personnalités issues de différents pays, comme Felipe González, Goodluck Jonathan, Jimmy Morales, Dioncounda Traoré ou encore José Manuel Barroso,.

#### Japon
En 2021, une association d'avocats japonais critique l'ancien Premier ministre Shinzō Abe pour son appui envers l’Église de l'unification. Son assassinat en juillet 2022 est une vengeance d'un membre d'une famille perturbée par l'appartenance de l'un de ses membres à l'Église de l'Unification,,. Ce meurtre entraîne une émotion internationale mais aussi, au Japon, un débat intense sur les liens entre la classe politique et l'Église de l’unification, l'assassin revendiquant s'être attaqué à Abe en raison de ses rapports avec celle-ci. Shinzo Abe est le petit-fils de Nobusuke Kishi, qui avait aidé l’Église à s'implanter au Japon.
En novembre 2022, la branche japonaise de l’Église de l'Unification reconnaît avoir organisé de nombreuses adoptions d'enfants entre familles membres de l’Église sans suivre les procédures légales. Le Ministre de la Santé Katsunobu Katō demande à son ministère d’enquêter sur ce sujet. 31 adoptions ont eu lieu entre membres de l'Église entre 2018 et 2022. En janvier 2023, le gouvernement japonais demande à l’Église de l'Unification de veiller à respecter les procédures légales lors d'adoptions d'enfants, en particulier d'agir sous supervision d'une autorité préfectorale.
Le même mois, Keiko Nagaoka, la ministre de la culture, annonce qu'un questionnaire a été envoyé à l’Église de l'Unification au sujet, notamment, de son patrimoine, de ses modes de décision et de ses transactions financières. C'est la première fois que le gouvernement japonais fait usage de son « droit de questionner » depuis l'incorporation de cette mesure dans la loi sur les organisations religieuses lors d'une révision législative en 1995. La ministre a justifié sa décision par le fait que l’Église, ces dernières années, a été condamnée à payer en tout 1,4 milliard de yens de compensations à des plaignants à la suite de 22 procès. Le 14 décembre 2022, une deuxième série de questions est envoyée à l’Église de l'Unification, portant précisément sur les 22 procès. L’Église de l'Unification, quant à elle, considère ces demandes illégitimes car elle n'a jamais été condamnée en tant qu'institution, précisant que les agents jugés coupables et devant payer des compensations financières aux plaignants n’étaient pas des cadres dirigeants de l’Église. Le 18 janvier 2023, une troisième série de questions est envoyée à l’Église de l'Unification, portant sur ses finances, en particulier sur les transferts financiers entre la branche japonaise de l'organisation et son siège central en Corée du Sud.
En décembre 2022, une enquête de l'Agence Kyodo montre que l’Église de l'Unification a aussi de nombreux liens avec des personnalités politiques locales (gouverneurs de préfecture ou membres de conseils régionaux).
En janvier 2023, une loi sur les dons d'argent indus au bénéfice d'organisations religieuses entre en vigueur au Japon ; elle a été conçue en réaction aux plaintes de disciples de l’Église de l'Unification ou de leurs descendants au sujet de dons élevés et répétés à l'organisation. Elle prévoit que ces dons peuvent être annulés pendant une période de dix ans, et elle interdit qu'une organisation religieuse demande qu'un don soit financé par la vente d'une propriété ou par un emprunt.
En janvier 2023, une association d'avocats représentant des anciens membres de l’Église déclare que celle-ci a réglé à l'amiable des litiges avec 46 anciens fidèles demandant en tout le remboursement d'1.400.000.000 yens donnés à l'organisation religieuse. La somme d'argent effectivement remboursée n'est pas précisée.
En octobre 2023, le gouvernement japonais demande au tribunal de Tokyo de retirer à l’Église son statut d’entité religieuse. Si la requête est acceptée, cela aura pour conséquence la perte des privilèges fiscaux accordés aux religions au Japon, notamment sur les propriétés, les revenus et les offrandes religieuses. Alors que, selon les sondages, le gouvernement japonais est extrêmement impopulaire en cette période, une grande majorité des Japonais approuveraient sa politique contre l’Église. Celle-ci affirme que les accusations levées contre elle sont sans fondement et la politique du gouvernement une atteinte à la liberté religieuse et aux droits de l'homme de ses fidèles.
En 2025, le Tribunal du district de Tokyo fait droit à la demande du gouvernement japonais, privant la secte Moon de reconnaissance légale au Japon, et donc des exemptions fiscales dont elle bénéficiait.

## Théologie de l'Unification
En mai 1951, Sun Myung Moon commence à écrire le Wolli-Wonbôn, texte d'origine du Principe divin. Il le termine en mai de l'année suivante. Ce manuscrit de 690 pages réunit les bases théologiques de l’Église de l'Unification. Un des premiers disciples à Busan, Hyo-won Eu, collabore plus tard avec lui pour produire la deuxième version du Principe Divin, devenue depuis l'enseignement officiel.
Les Principes divins se présentent comme la suite inspirée des écrits sacrés judéo-chrétiens. Ils affirment que Dieu, en créant l'homme et la femme, avait pour but de s'incarner en eux et de vivre avec eux une relation d'amour parent-enfants, que la chute d'Adam et Ève a été un drame absolu puisque l'amour dans ce premier couple a été vécu centré sur Satan, au lieu d'être centré sur Dieu, puis transmis à ses descendants ; dès cet instant, Dieu a travaillé avec toutes les grandes figures de l'Ancien Testament pour réunir les conditions lui permettant d'envoyer un nouvel Adam et une nouvelle Ève. Il a ainsi préparé le peuple juif pendant quatre mille ans, pour recevoir et accueillir le Christ ou le Messie, ce nouvel Adam, venu pour vivre et non pas pour mourir, mais celui-ci a été tué au lieu d'être accueilli,.  Selon les Principes, il a ressuscité spirituellement ; Dieu a dû alors préparer un autre peuple, le peuple coréen, pour envoyer, deux mille ans plus tard, un troisième Adam, avec ce même but d'épouser une nouvelle Ève, réalisant ainsi les noces de l'Agneau dont parle l'Apocalypse,.

## Opposition et critiques
Au Japon l’Église de l'Unification est notamment connue pour inciter ses adeptes à acheter des objets religieux à des prix exorbitants, une pratique baptisée reikan shoho (« ventes spirituelles »), ou à faire des dons faramineux. Le Réseau national des avocats contre la reikan shoho explique comment la secte procède. « Elle dit aux fidèles qu'ils ont un ancêtre condamné à l'enfer qui provoquerait des problèmes chez ses descendants, comme une maladie grave. Sous prétexte de le sauver, les moonistes poussent alors les adeptes à faire des dons, jusqu'à ce qu'ils tombent en faillite dans certains cas. Sous leur emprise psychologique, peu de personnes osent dénoncer ces injustices ».
Elle a été condamnée une vingtaine de fois par la justice japonaise. Plusieurs enquêtes journalistiques montrent que l’Église a bénéficié d'une protection contre la police grâce à ses liens avec le PLD, lui permettant d'éviter des perquisitions.
Aux États-Unis et en Europe, les parents de jeunes fidèles de l'Église de l'Unification qui désapprouvent le choix de leurs enfants, s'organisent en associations, accusant l'Église de "lavage de cerveau". Ils s'adressent parfois à des "déprogrammeurs", qui organisent des kidnappings et administrent des "traitements" à leurs enfants pour les convaincre d'abandonner l'Église. C'est ainsi qu'en France, sept personnes sont inculpées en 1982 pour avoir, à la demande de sa propre famille, enlevé puis séquestré Claire Château, jeune membre majeure, qui réussit à s'enfuir et à rejoindre l'Église de l'Unification.
L'Église de l'Unification est classée comme « secte » par la Commissions d'enquête parlementaires sur les sectes en France en 1995.
En France, l'Union nationale des associations de défense des familles et de l'individu, a pour origine une association de Rennes créée en 1974 par un médecin et son épouse dont le fils a rejoint l’Église de l'Unification.
Face à ces accusations répétées et relayées par les médias, l'Église de l'Unification fait souvent appel à des tribunaux. C'est ainsi qu'en 1981, elle gagne de nombreux procès[Lesquels ?] aux États-Unis.
Au Japon, dans les années 1980, l’Église est critiquée pour ses techniques de collecte de fonds, les « ventes spirituelles » : les fidèles sont convaincus que leurs problèmes proviennent d'un « karma ancestral » et que l'achat d'objets sacrés, qui leur sont vendus chers, peut les résoudre. En 2009, plusieurs personnes liées à ces pratiques sont arrêtées. En outre, selon l’Église, le Japon a causé de nombreux maux envers la Corée, maux pour lesquels les Japonais doivent se repentir. Paradoxalement, l’Église entretient de nombreux liens avec l'aile la plus conservatrice et nationaliste du Parti libéral-démocrate, à cause de leur anticommunisme commun, ce qui est difficile à comprendre pour l'opinion publique. L’Église est également critiquée pour avoir encouragé la pratique d'adoptions d'enfants entre membres de l'organisation.
L'Église est interdite à Singapour en 1982, le gouvernement estimant qu'elle pouvait avoir des effets néfastes sur la société.

## Diversification

### Développement économique
Parallèlement, l'Église de l'Unification se développe sur le plan économique dans de nombreux secteurs, principalement la construction, l'alimentation, l’automobile, le tourisme, l’éducation et les médias. Sun Myung Moon devient milliardaire.
Le dirigeant de l'Église de l'unification a ainsi fondé plusieurs organisations dans les domaines des médias (dont le journal Washington Times). Il est également à l'origine de plusieurs entreprises, dont une usine automobile en Corée du Nord (Pyonghwa Motors) et une société nommée Tong II. 

### Création d'organisations et de fédérations
L'Église de l'Unification s'investit dans la création et le développement de dizaines d'organisations et de fondations. Nombre d'entre elles élargissent leur champs d'action et attirent de nombreuses personnalités.
La Conférence internationale pour l'unité des sciences (International conference for the unity for science, ICUS), la Fondation culturelle internationale (International cultural foundation , ICF), l'Académie des professeurs pour la paix mondiale (Professors academy for world peace, PWPA) organisent des conférences académiques internationales.
La Fédération internationale pour la victoire sur le communisme (International federation for victory over communism, IFVOC) et la Freedom leadership foundation organisent jusqu'en 1989 des conférences et des activités internationales dans un but anticommuniste.
En 1991, Sun Myung Moon regroupe un certain nombre d'organisations sous plusieurs fédérations internationales. La Fédération pour la paix mondiale et la Fédération inter-religieuse pour la paix mondiale sont créées simultanément cette année-là.
En 2005, Sun Myung Moon et Hak Ja Han fondent la Fédération pour la paix universelle (Universal peace federation, UPF), réseau regroupant des parlementaires du monde entier.

## Engagement politique
Pendant la guerre froide, l'Église de l'Unification se positionne contre le bloc communiste. Elle s’attire ainsi la sympathie du régime militaire de Corée du Sud et de Richard Nixon aux États-Unis. Elle lui apporte son soutien lors du scandale du Watergate. En 1980, des membres de l'Église créent l'organisation CAUSA International basée à New York, pour lutter contre le communisme par l'éducation.
Au Japon, l’Église bénéficie du soutien de certains responsables du parti au pouvoir, le PLD, profondément anticommuniste. Quand, en 1968, elle lance la Fédération internationale pour la victoire sur le communisme, elle choisit comme président d'honneur Ryōichi Sasakawa, une figure de l'extrême droite japonaise, arrêté comme criminel de guerre à la fin de la seconde guerre mondiale, puis libéré sans procès.
Sun Myung Moon œuvre à travers le mouvement CAUSA pour dénoncer l'idéologie communiste. Il rencontre Mikhaïl Gorbatchev et son épouse à Moscou en 1990. En 1991, il rencontre le dirigeant nord-coréen Kim Il-sung,, à Pyongyang en Corée du Nord.
Sun Myung Moon était en bons termes avec le dictateur communiste nord-coréen Kim Jong-il. Il espérait ainsi favoriser le dialogue entre les deux Corées.

### Liens avec le Parti libéral-démocrate
L’Église de l’Unification avait des liens avec l’aile droite du Parti libéral-démocrate (PLD) et, par le travail bénévole et la mobilisation de ses membres, aidait certains candidats lors des élections. Le 31 août 2022, le Premier ministre Fumio Kishida déclare que le PLD coupera tous ses liens avec l'Église de l’unification et présente ses excuses pour la perte de confiance envers les hommes politiques qu'ils ont entraînée. Après une enquête interne menée par le parti sur ses rapports avec l’Église de l'unification, il est annoncé que 379 parlementaires nationaux membres du parti ont eu des liens avec elle, que 29 d'entre eux ont reçu d'elle des dons d'argent et qu'au moins 17 d'entre eux ont bénéficié du travail bénévole de membres de l'organisation religieuse lors d’élections. En octobre 2022, Fumio Kishida demande qu'une enquête soit ouverte sur l’Église de l'Unification, sur les dons d'argent qu'elle demande à ses fidèles et sur ses pratiques supposées de manipulation psychologique. Ces enquêtes font suite à l'assassinat de Shinzō Abe dans la ville de Nara, le 8 Juillet 2022, dont l'assassin déclara par la suite avoir commis son crime à cause des liens entre l'ancien Premier Ministre Japonais et l'Église de l’unification, cette dernière ayant reçu de sa mère des dons dépassant les 100 millions de yens (l'équivalent d'environ 700 000 euros), ce qui l'avait ruinée.
Le même mois, plusieurs membres du parti libéral-démocrate reconnaissent avoir signé en échange de soutien électoral un « pacte politique »,, un document soutenant les idées et projets défendus par l’Église, notamment modifier les clauses pacifistes de la constitution japonaise, augmenter le budget de l’armée et s'opposer à la légalisation du mariage homosexuel.

### Liens avec le Front national
En France et en Belgique, certains membres ont eu dans les années 1980 des liens étroits avec différents partis politiques d'extrême-droite comme le Front national français ou belge. En particulier, en 1984 et 1989, Gustave Pordea puis Pierre Ceyrac sont élus au Parlement européen sur la liste du Front national français.
L'Église de l'Unification s'associe au FN français à partir des élections législatives de 1986 : à la suite d'une rencontre organisée à Saint-Cloud entre le colonel coréen Bo Hi Pak, le chef politique de l’Église de l’unification, Sun Myung Moon et Henri Blanchard, président français de l'Église de l’unification, un « accord direct de coopération » est conclu entre Sun Myung Moon et le FN qui inclut une « aide logistique nationale et internationale » et des « arrangements financiers importants ». L'Église de l’unification participe au financement du FN et joue les intermédiaires dans plusieurs déplacements internationaux de Jean-Marie Le Pen lors de la campagne présidentielle de 1988. En contrepartie, le FN positionne Pierre Ceyrac, représentant de l'Église de l’unification, en position éligible lors des législatives de 1986. Elle rompt ses relations avec le parti après les propos du président du FN sur les chambres à gaz,.

### Suisse
En Suisse, Yves Nidegger (Union démocratique du centre, UDC) a été le responsable local de l'Église de l'unification, avant qu'il ne la quitte en 1994.